# 颱風海葵 (2012年)
颱風海葵（英語：Typhoon Haikui，國際編號：1211，聯合颱風警報中心：WP122012）為2012年太平洋颱風季第十一個被命名的風暴。「海葵」一名由中國提供，意思為一種形狀如花朵的海洋動物，此名字為第一次使用，替代2005年在中國造成嚴重災害而除名的颱風龍王。

## 發展過程
2012年8月1日，日本氣象廳把位於硫磺島東南海面的熱帶擾動99W升格為熱帶低氣壓。
8月2日上午3時，日本氣象廳發出烈風警告（Gale Warning），同日聯合颱風警報中心發布熱帶氣旋形成警報。稍後，聯合颱風警報中心升格為熱帶低氣壓。
8月3日上午9時，日本氣象廳命名，並升格為熱帶風暴，並以時速約15公里速度向西北偏北移動。
8月5日下午3時，掠過鹿兒島縣沖永良部島沿海。同日下午9時，日本氣象廳升格為強烈熱帶風暴，向西緩慢移動。
8月6日，海葵減速移動，但進一步增強。下午9時05分，香港天文台把海葵升級為颱風。
8月7日下午2時36分，中央氣象台將熱帶氣旋海葵升級為強颱風。同日下午8時50分，日本氣象廳將其升為颱風。下午9時45分，香港天文台把海葵進一步升級為強颱風。
8月8日上午3時20分，在浙江省寧波市象山縣鶴浦鎮登陸，隨後稍為減弱並向西移入三門灣。上午4時13分，中央氣象台將海葵降格為颱風。上午8時，已再次進入寧海縣越溪鄉陸地。下午4時，中央氣象台將位於杭州市余杭區境內的海葵降格為強熱帶風暴。下午8時，中心離開浙江省並進入安徽省寧國市。下午9時，中央氣象台將海葵降格為熱帶風暴。
8月9日中午12時，中央氣象台將位於池州市青陽縣境內的降格為熱帶低氣壓。下午持續在安徽省南部徘徊。下午8時，香港天文台將海葵降格為熱帶低氣壓。下午11時，中央氣象台對海葵停止編號。
8月10日上午3時05分，日本氣象廳將海葵降格為熱帶低氣壓。

## 影響

### 日本

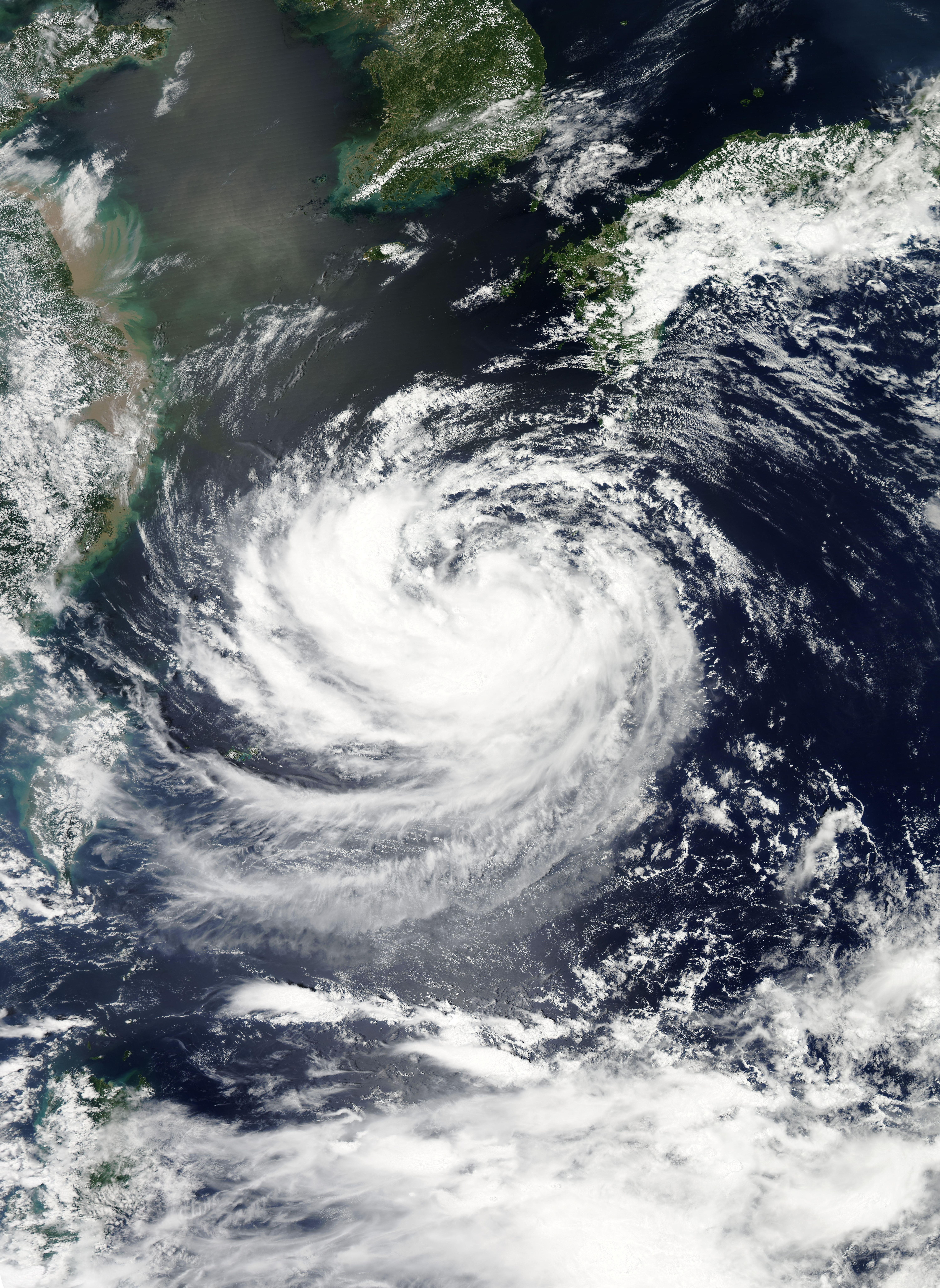
熱帶風暴海葵在8月5日經過日本琉球群島

由於預料海葵將於2012年8月5日靠近，基於需優先做好防風措施及保障縣民安全為由，沖繩縣民大會在8月3日黃昏決定原定於8月5日日本時間下午3時召開有關反對美軍在普天間飛行場部署MV-22型魚鷹式垂直起降運輸機的縣民大會延期至8月9日舉行。8月6日原定為探索太空探測器再次進入地球大氣層的新方式而試行發射的「S310」火箭由於發射地點的鹿兒島縣內之浦宇宙空間觀測站受到海葵的強風影響，延期至8月7日發射。
2012年8月5日，熱帶風暴海葵逐漸移近沖繩島，日本氣象廳在日本時間8月5日早上4時31分至8月6日上午6時09分向沖繩本島中部、南部和北部發出暴風警報、8月5日早上4時31分至8月6日下午9時04分向沖繩本島慶良間、粟國諸島發出暴風警報，隨後在日本時間8月5日早上6分48分至8月6日下午9時04分向沖繩縣久米島發出暴風警報。日本時間上午10月18分至下午10時36分向奄美地方南部發出暴風警報。受颱風影響，沖繩縣那霸機場的航班幾乎全部取消。日本時間下午3時，海葵集結於鹿兒島縣與論島東北偏東約40公里，沖永良部島南岸沿海掠過。在熱帶風暴海葵最接近奄美地方時，沖永良部島在日本時間下午2時50分錄得最高陣風為21.1m/s。同日下午至夜間移動速度減慢，移動途徑由持續向西北偏西每小時15公里移動轉為在沖繩島附近以每小時10公里速度徘迴，且風力逐漸增強。
2012年8月6日由於持速受海葵大毫雨影響，日本氣象廳由日本時間0時40分起向沖繩縣多個市先後發出土沙災害警報、浸水害警報及洪水警報，預料最高潮位為標高1.4米，低窪地區及河邊需嚴加防範水患。日本時間凌晨左右接近久米島附近，在久米島北至西北偏北約90公里掠過，期間名護市在日本時間上午3時59分錄得最高陣風32.9m/s。
2012年8月6日沖繩縣農林水產部發表，海葵對全縣造成農作物損失初步估計共約3330萬日圓。損失最高為菜類，共損失2606萬日圓，112.5公頃共110.3公頓農作物受災。另外損失甘蔗479萬日圓、果類243萬日圓。由於久米島和粟國村等地當時仍受颱風影響，尚未計算損失。。受颱風影響，沖繩那霸機場8月5日全部航班取消，8月6日上午亦有多個航班取消，合共300個航班取消4萬人以上受影響。

### 台灣
全地區最高熱帶氣旋警告信號：海上颱風警報
中央氣象局於2012年8月6日上午11時30分發布海上颱風警報，並於同日23時將其升格為中度颱風。
7日受颱風外圍氣流過山沉降增溫，宜蘭出現36.1度焚風，是年初以來的最高溫紀錄。中央氣象局於17時30分解除颱風警報。

### 中国大陆
全國最高熱帶氣旋警告信號： 颱風紅色預警信號

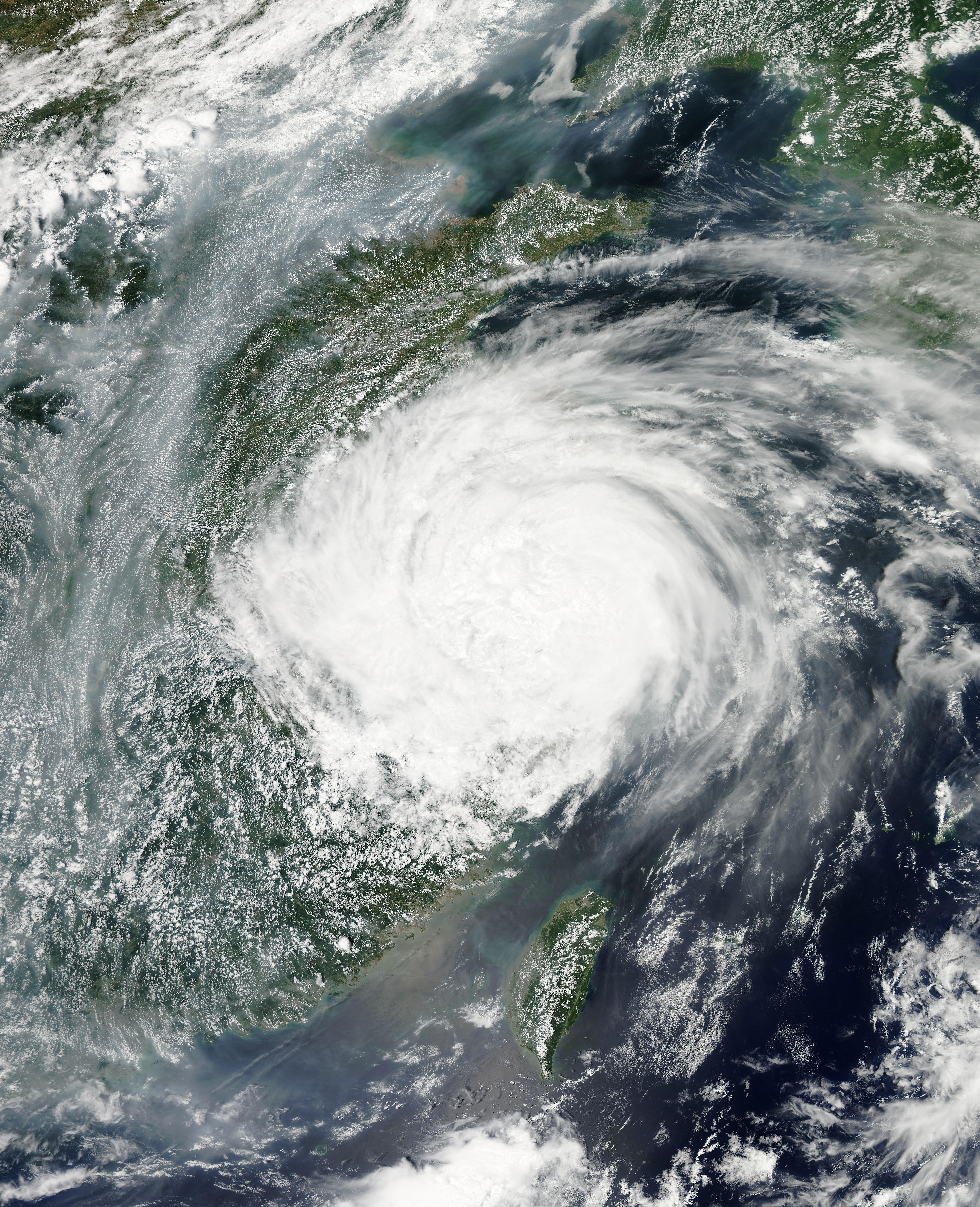
強烈熱帶風暴海葵在8月8日橫過華東

中央氣象台於2012年8月5日下午6時發布颱風藍色預警信號，中央氣象台表示下午5時海葵增強為強烈熱帶風暴，集結於浙江省象山縣東南方約640公里的海面上，逐漸移向浙江東部一帶沿海，浙江省氣象局同日9時啟動防颱風3級應急響應，下午啟動防颱風4級應急響應。福建省氣象局自8月4日10時終止防颱風3級應急響應20小時後，5日下午6時又啟動了防颱風4級應急響應。
中央氣象台於2012年8月6日上午6時發布颱風黃色預警信號，上午5時集結於浙江省象山縣東南方約510公里的海面上。同日下午6時19分發布颱風橙色預警信號，下午5時集結於浙江省象山縣東南方約410公里的海面上，預料7日晚上至8日上午於浙江省舟山市至溫州市一帶登陸。
中央氣象台於2012年8月7日下午6時發布颱風红色預警信號，下午5時位于浙江省象山县东南方约230公里的海面上，中心附近最大风力有15级（48米/秒），中心最低气压为945百帕。预计“海葵”将以每小时15公里左右的速度向西北方向移动，并将于7日晚上到8日上午在浙江舟山到玉环一带沿海登陆。同時中國氣象局啟動重大氣象災害（颱風）1級應急嚮應，為5年來首次啟動，上一次是2007年9月18日颱風韋帕吹襲浙江沿海時發出。
中央氣象台表示，海葵在8月8日凌晨3時20分於三門灣北側的象山縣鶴浦鎮登陸，登陸時中心氣壓為965hPa，中心最大風速達42m/s。
中央气象台在8月8日6时继续发布台风红色预警和暴雨黄色预警。预计“海葵”将以每小时15公里左右的速度向西北方向移动，8日白天经过浙江省北部地区，并将于8日晚移动至安徽省东南部，强度逐渐减弱。
中央氣象台指受海葵和南下冷空氣共同影響，在8月6日下午8時至8月11日上午6時安徽中南部、江蘇東北部和南部、江西東北部、浙江中北部、福建西北部錄得150～400毫米降雨，江蘇響水、安徽九華山和黃山、江西景德鎮和萬年、浙江寧海和臨安等局部地區錄得500～600毫米降雨，安徽黃山錄得最大降雨量達678毫米。

#### 浙江省
全省最高熱帶氣旋警告信號： 颱風紅色預警信號
浙江省在8月6日上午10時58分發佈颱風黃色預警信號。在同日下午10時50分升級為颱風橙色預警信號。8月7日15时20分将台风橙色预警信号升级为台风红色预警信号。浙江省防汛指揮部指截至7日下午4時，浙江省已轉移46萬餘人。
海葵登陸為浙江省帶來暴風及大雨。8月6日下午8時至8月9日早上8時，浙江省中北部沿海14級以上大風持續了24小時，最大風速出現在東磯，達56.0米/秒（16級）。浙江省平均雨量為99毫米，寧波市錄得最大平均雨量224毫米。16個鄉鎮超過400毫米雨量，其中杭州臨安市嶺541毫米。8月10日上午5時浙江省舟山市岱山縣長涂鎮的岱山水庫土壩坍塌，潰壩共釀成12死27傷，其中1人危殆。強降雨使全省60多座水庫水位超汛限水位，其中10日上午全省有18座大型、43座中型水庫水位超汛限水位，水庫處於高水位運行。浙江省防汛抗旱指揮部10日決定啟動防汛4級應急響應。
截至8月9日下午4時為止，民政部、國家減災辦初步統計154.6萬人緊急轉移，700.1萬人受災，5100餘間房屋倒塌。新華社估計海葵給浙江省造成經濟損失約100.25亿元人民幣。浙江省防汛抗旱指揮部辦公室的統計指10市74縣170.4萬人緊急轉移，652.9萬人受災。355.3千公頃農作物受災，35.4千公頃絕收，37.6萬吨水產養殖損失，9660頭大牲畜死亡。因洪災造成的直接經濟損失236.3億元人民幣，其中農林漁業損失122.8億元人民幣、工業交通業損失61.3億元。
为缓解台风海葵带来的交通影响，方便市民出行，浙江省宁波市决定自2012年8月10日0时至8月11日24时，市区公交免费乘坐，同时宁波绕城高速全线实行免费通行。

#### 上海市
全市最高熱帶氣旋警告信號： 颱風紅色預警信號
上海市中心气象台在8月6日下午2時發佈颱風藍色預警信號。在8月7日上午10時變更發佈颱風黃色預警信號。同日下午3時變更發佈颱風橙色預警信號。8月8日上午11时30分變更發佈颱風红色預警信號。8月9日上午6时7分撤销台风红色预警信号。上海市防汛指揮部消息指截至7日下午9時已轉移撒離共37.4萬人，如此大規模的人員轉移非常罕見。
截至8月9日下午4時為止，民政部、國家減災辦初步統計31.1萬人緊急轉移，36.1萬人受災，2人死亡，50餘間房屋倒塌。

#### 江苏省
全省最高熱帶氣旋警告信號： 颱風橙色預警信號
江苏省在8月7日上午10時發佈颱風藍色預警信號。同日下午3時44分變更發佈颱風黄色預警信號。在8月8日上午9時變更發佈颱風橙色預警信號。
截至8月9日下午4時為止，民政部、國家減災辦初步統計12.6萬人緊急轉移，66.2萬人受災，1人死亡，600餘間房屋倒塌。

#### 安徽省
全省最高熱帶氣旋警告信號： 颱風黃色預警信號
安徽省在8月7日下午3時發佈颱風藍色預警信號。安徽省在8月8日上午9時變更發佈颱風黃色預警信號。8月9日上午9時40分變更發佈颱風藍色預警信號，8月10日上午8時30分解除颱風藍色預警信號。
即使海葵進入安徽省時已減弱至熱帶風暴，並且風勢減弱，然而受海葵的殘留雲系影響安徽省普遍降雨，局部地區更出現特大暴雨，其中最大出現在安徽省黃山市黃山區，自8月6日20時至8月11日6時降雨達678毫米。。堯渡河、黃湓河、秋浦河、青通河、青弋江、水陽江和漳河等7條中小河流一度超過警戒水位。8月10日省防指會商認為，全省總體防汛形勢十分嚴峻。
截至8月10日下午5時為止，民政部初步統計10市58縣共20.4萬人緊急轉移安置，254.5萬人受災，3人死亡。另外3011間房屋倒塌，145千公頃農作物受災，直接經濟損失22.4億元。

#### 福建省
全省最高熱帶氣旋警告信號： 颱風藍色預警信號
福建省在8月6日下午9時25分發佈颱風藍色預警信號。

### 菲律賓
菲律賓大氣地球物理和天文管理局表示海葵使西南季風對菲律賓影響增強，從8月6日8時至8月7日8時，馬尼拉地區降雨達323毫米，這相當於半個月雨量在24小時內降在馬尼拉。持續30小時降雨引發洪災，包括馬尼拉在內的9個省份進入災難狀態，因此8月7日及8日停工、停課，金融市場亦休市兩天。連同上星期的颱風蘇拉的暴雨導致53人死亡，持續一星期的強降雨已導致68人死亡。是自颱風凱薩娜以來菲律賓遭受最嚴重的洪水災害。
8月9日下午馬尼拉地區放晴，大部份地區積水慢慢退去。同日菲律賓國家減災管理委員會發佈的公佈指30個市共195萬多人受災，19人死亡（9人被泥石流淹埋，8人溺水，2人觸電）。

## 熱帶氣旋信號使用記錄

### 中国大陆
| 中央氣象台 {{{警告系統}}} | 中央氣象台 {{{警告系統}}} | 中央氣象台 {{{警告系統}}} |
| ------------------------- | ------------------------- | ------------------------- |
| 上一熱帶氣旋              | 颱風藍色預警信號          | 下一熱帶氣旋              |
| 颱風達維                  | 颱風藍色預警信號          | 颱風啟德                  |

| 中央氣象台 {{{警告系統}}} | 中央氣象台 {{{警告系統}}} | 中央氣象台 {{{警告系統}}} |
| ------------------------- | ------------------------- | ------------------------- |
| 上一熱帶氣旋              | 颱風黃色預警信號          | 下一熱帶氣旋              |
| 颱風達維                  | 颱風黃色預警信號          | 颱風啟德                  |

| 中央氣象台 {{{警告系統}}} | 中央氣象台 {{{警告系統}}} | 中央氣象台 {{{警告系統}}} |
| ------------------------- | ------------------------- | ------------------------- |
| 上一熱帶氣旋              | 颱風橙色預警信號          | 下一熱帶氣旋              |
| 颱風達維                  | 颱風橙色預警信號          | 颱風啟德                  |

| 中央氣象台 {{{警告系統}}} | 中央氣象台 {{{警告系統}}} | 中央氣象台 {{{警告系統}}} |
| ------------------------- | ------------------------- | ------------------------- |
| 上一熱帶氣旋              | 颱風紅色預警信號          | 下一熱帶氣旋              |
| 颱風達維                  | 颱風紅色預警信號          | 超强颱風尤特              |

### 台灣
| 中央氣象局 {{{警告系統}}} | 中央氣象局 {{{警告系統}}} | 中央氣象局 {{{警告系統}}} |
| ------------------------- | ------------------------- | ------------------------- |
| 上一熱帶氣旋              | 海上颱風警報              | 下一熱帶氣旋              |
| 中度颱風蘇拉              | 海上颱風警報              | 輕度颱風啟德              |

## 外部連結
- （英文）http://www.usno.navy.mil/JTWC/ （页面存档备份，存于） 聯合颱風警報中心首頁
- （繁體中文）http://www.cwb.gov.tw/ （页面存档备份，存于） 中央氣象局首頁
- （日語）http://www.jma.go.jp/ （页面存档备份，存于） 日本氣象廳首頁
- （繁體中文）http://www.hko.gov.hk/ （页面存档备份，存于） 香港天文台首頁
- （繁體中文）http://www.smg.gov.mo/ （页面存档备份，存于） 澳門地球物理暨氣象局首頁